# 千本倖生
千本 倖生（せんもと さちお、1942年9月9日 - ）は、日本の連続起業家、実業家、教育者。
日本電信電話公社（現在のNTT）を経て、第二電電(DDI、現KDDI)を共同創業した。その後慶應義塾大学教授に転じた。イー・アクセス株式会社、続いてイー・モバイル（現Y!モバイル）を創業し、両社の代表取締役社長、会長を務めた後、同社取締役名誉会長を務めた。2014年3月に同社取締役名誉会長職を退任。同年4月に株式会社レノバ社外取締役に就任し、2015年8月より代表取締役会長に就任。2017年9月に公益財団法人千本財団を設立、代表理事を務める。

## 経歴
日本における通信事業開拓者として知られる人物である。京都大学卒業後、日本電信電話公社に入社。フルブライト奨学生としてフロリダ大学へ留学し、電子工学の修士・博士(Ph.D.)の学位を取得。
電電公社近畿電気通信局部長（当時42歳）時代に自社・電電公社の通信独占状態に疑問を持ち、同社を退社。新しい通信事業会社の構想を京セラ社長（当時）の稲盛和夫に説き、1984年に稲盛の指導を得てDDIを創業し専務に就任した。DDIでは通信自由化により専用線事業、市外電話事業を興し、続いて携帯電話事業（DDIセルラー、現在のau）を立ち上げ軌道に乗せ、1994年にDDI副社長 兼 DDI東京ポケット電話（イー・アクセスへの吸収を経てワイモバイルへ。現在はソフトバンクに吸収）社長に就任。
シリコンバレーのエクセレントカンパニーの取締役や世界的通信社のロイター発起人会社 取締役を務めたほか、1996年に慶應義塾大学教授に就任。1997年にスタンフォード大学客員フェロー、2001年にカリフォルニア大学バークレー校客員教授、カーネギーメロン大学客員教授、2006年にカンタベリー大学招聘教授を歴任。
1990年代後半にインターネットが急速に普及し始めたことからADSLの回線卸を業とするイー・アクセスを創業（1999年）。2004年には当時の最速記録となる創業5年での東証1部上場を達成。2005年には、新規参入の携帯電話会社イー・モバイルを創業（2011年には親会社のイー・アクセスに吸収）、データ通信を中心とした契約プランで契約数を伸ばした。
2012年10月、株式交換によりイー・アクセスはソフトバンクと合併を発表。日本経済新聞のインタビューの中で、KDDIからも同様の提案があったことを明らかにした上で、孫正義のiPhoneに懸ける情熱に圧倒され、従業員や株主へのフォローが約束されたことから、交渉開始から約10日でソフトバンクへの売却を決断した、と述べた。
2014年3月にイー・アクセス株式会社取締役名誉会長職を退任。同年4月に株式会社レノバ社外取締役に就任し、2015年8月より代表取締役会長に就任。
2017年9月に公益財団法人千本財団を設立、代表理事に就任。財団内容はアジア太平洋各国において、経済的に困窮する優秀な若者に対し、日本国内の大学における勉学・研究のための財政的援助を行い、将来各国のリーダーとなる人材の養成をすると共に、日本とアジア太平洋各国の相互理解の深化に貢献。
2022年、東京ニュービジネス（NBC）協議会主催『第4回経営者大賞』に選出。

## 人物
- こだわりは「忍耐強くきちんとやり、途中でやめないこと」[11]
- 趣味は読書、書道[11]
- 座右の銘は「周到に準備をして果敢にリスクを取れ！」[11]
- 尊敬する人は稲盛和夫と松下幸之助と小倉昌男[11]
- 仕事の魅力について取材で聞かれ、「新しいことへの挑戦には必ずリスクや困難が伴う。リスクや困難に正面から立ち向かい乗り越え、目的を成し遂げたときの喜びと充足感が魅力であり、次の挑戦への勇気とバネを与えてくれる」と答えている[11]

## 略歴
- 奈良県立奈良高等学校卒業
- 京都大学工学部電子工学科卒業[2]
- フロリダ大学修士課程・博士課程修了、工学博士（電子工学）[2]
- 1966年 - 日本電信電話公社（現在のNTT）入社[12]
- 1984年 - 第二電電株式会社（現在のKDDI）を稲盛和夫らと共同創業、専務取締役[12]
- 1990年 - 社内ベンチャーとして携帯電話会社（DDIセルラー、現在のau）を立ち上げ[2]
- 1994年 - 第二電電株式会社取締役副社長[12]
- 1995年 - 第二電電株式会社退社[12]
- 1996年 - 慶應義塾大学教授（ビジネススクール）就任[12]
- 1997年 - 風力発電事業会社　エコ・パワー株式会社会長に就任
- 1999年 - イー・アクセス株式会社（後のワイモバイル）を創業、代表取締役社長就任[12]
- 2005年 - 同社代表取締役会長兼CEO、イー・モバイル株式会社代表取締役会長兼CEO[12]
- 2013年 - 同社取締役名誉会長
- 2014年 - 3月31日、同社取締役名誉会長を退任[1]
- 2014年 - 4月　株式会社レノバ社外取締役
- 2015年 - 8月　同社代表取締役会長
- 2017年 - 9月  公益財団法人千本財団代表理事
- 2022年 - 8月12日、インフィニティ国際学院中等部・高等部顧問[3]
- 2023年 - 4月　多摩大学経営情報学部 特別客員教授
- 2023年 - 12月　キリロム工科大学理事長[13]

## 著書
- 『「やりがい」の変革―自分を高める本物の人間力とは』（青春出版社、1997年5月1日）　ISBN 978-4413030694
- 『「報われない努力」はない―「絶対成功しない」と言われたときが、最大のチャンスである 』（ごま書房、1998年5月1日）　ISBN 978-4341171681
- 『千本倖生のMBA式会社のつくり方―新ビジネス成功のノウハウ』（PHP研究所、2000年4月1日）　ISBN 978-4569610696
- 『会社をやめて会社をつくる―無理しない、赤字を出さない起業法』（光文社、2000年1月1日）　ISBN 978-4334006679
- 『ブロードバンド革命への道―DDI、イー・アクセスの挑戦』（経済界、2002年10月1日）　ISBN 978-4766782509
- 『挑戦する経営―千本倖生の起業哲学』（経済界、2008年10月1日）　ISBN 978-4766784374
- 『あなたは人生をどう歩むか〜日本を変えた起業家からの「メッセージ」』（中央公論新社、2018年8月8日）　ISBN 978-4120051043

### 共著
- 『ネットワーク型ベンチャー経営論―シリコンバレー「知識核融合」のメカニズム』（末松千尋と共著、ダイヤモンド社、1997年）　ISBN 978-4478372104
- 『アントルプレナー創造―最新ベンチャー経営入門』（高木晴夫ほか共著、生産性出版、2001年1月1日）　ISBN 978-4820116981

### 翻訳
- 『起死回生のマネジメント―「市場共生経営」のアクション・プログラム』（著書：B.チャールズ エイムズ、PHP研究所、1994年3月1日） ISBN 978-4569542904
- 『MBA 起業家育成』（著者：ウィリアム・D. バイグレイブ、学習研究社、1996年12月1日）　ISBN 978-4054007109
- 『トルネード経営―「超成長」への戦略』（著者：ジェフリー・A. ムーア、東洋経済新報社、1997年8月1日）　ISBN 978-4492520857
- 『ベンチャー創造の理論と戦略―起業機会探索から資金調達までの実践的方法論』（著書：ジェフリー・A ティモンズ、ダイヤモンド社、1997年2月1日）　ISBN 978-4478372036
- 『「ネットワーク経済」の法則―アトム型産業からビット型産業へ…変革期を生き抜く72の指針』（著者：カールシャピロほか、IDGコミュニケーションズ、1999年6月1日）　ISBN 978-4872803778

### 関連書
- 『手にとるようにADSLのことがわかる本―最も身近なブロードバンドはこれだ!』（著者：イー・アクセス、かんき出版、2001年12月1日） - 監修　ISBN 978-4761259686
- 『英知25人が示す　日本の針路』（ウェッジ、2014年5月23日) - 国内外英知25人の1人として寄稿　ASIN  B00KHJRG9W

## 関連人物
- 小林英夫（イー・アクセス初代人事部長、後に副社長、現在は多摩大学経営情報学部教授）
- フロリダ大学出身の著名人
- 京都大学出身の著名人
- 奈良県立奈良高等学校出身の著名人
- 奈良県出身の著名人